# Katerina Belkina

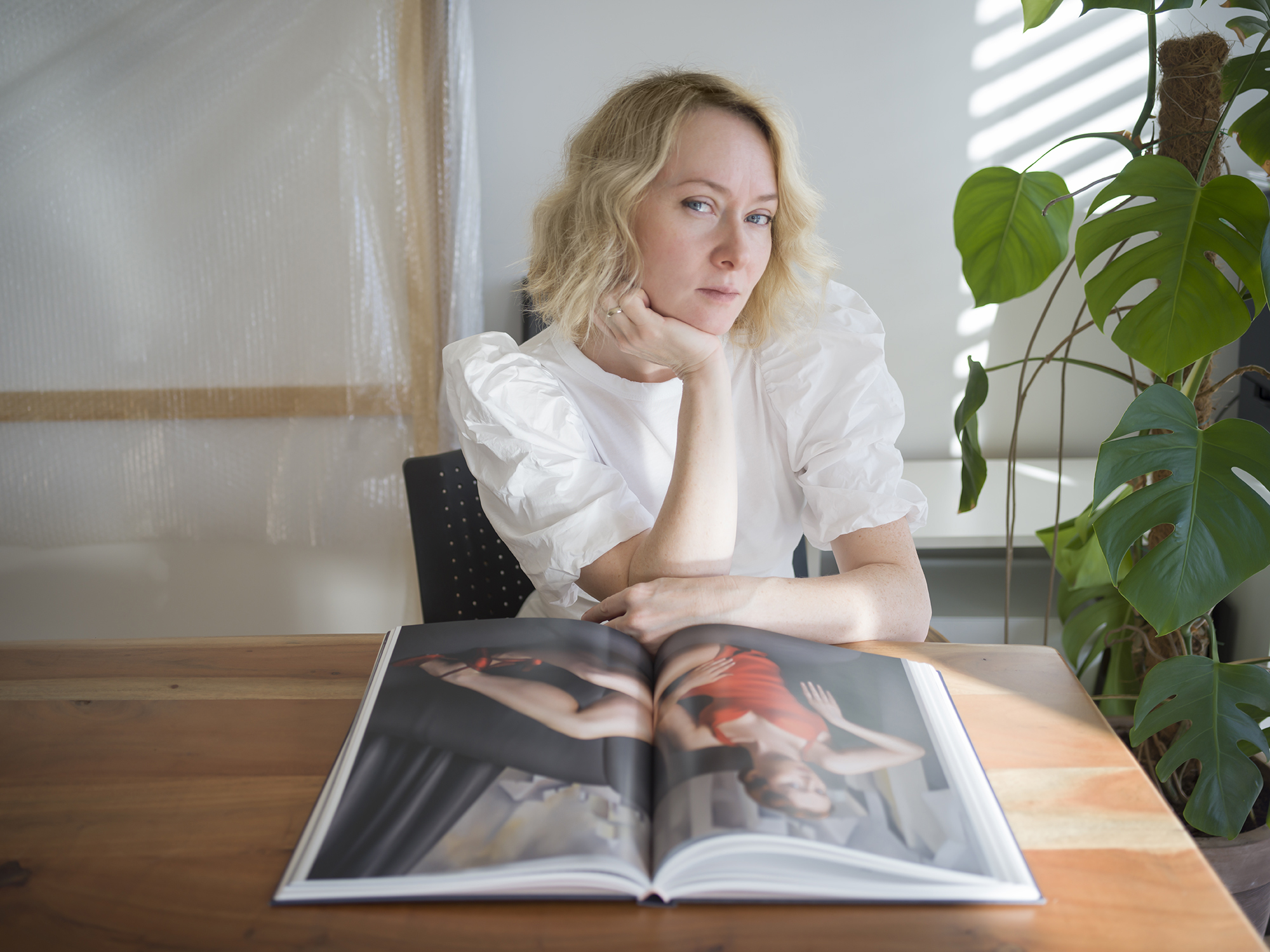
Katerina Belkina (2020)

Katerina Belkina (* 1974 in Kuibyschew) ist eine russische Fotokünstlerin und Malerin.

## Leben
Katerina Belkina wuchs in einem künstlerischen Haushalt auf. Auch ihre Mutter war Künstlerin. Ab 1989 studierte Belkina an der Kunstschule und der Petrow-Wodkin-Kunstakademie in Samara. Von 1994 bis 1999 arbeitete sie beim Verlag Fedorow in Samara. 2000 schrieb sie sich an der Michael-Musorin-Akademie für Fotografie in ihrer Heimatstadt ein und studierte dort bis 2002. Gleichzeitig arbeitete sie als Computergrafikerin bei einem russischen TV-Sender. Mitte der 2000er Jahre wurde Belkina international bekannt, als die italienische Zeitschrift Il Fotografo sie in der Reihe „Große Fotografen“ vorstellte. 2007 folgte eine Vorstellung in Fine Art Photo, 2008 in der türkischen Fotozeitschrift Bak.
2007 wurde Katerina Belkina für den russischen Kandinsky-Preis nominiert. 2009/2010 nahm sie an der ersten Fotobiennale des Russischen Museums im Marmorpalast in Sankt Petersburg teil. 2011 wurde ihr im Rahmen der 4. Moskauer Biennale für zeitgenössische Kunst eine von Tatiana Kurtanova kuratierte Ausstellung eingerichtet. Während der Kunstmesse Art Paris 2013 wurde Belkina auch einem größeren Kunstpublikum bekannt. In der Berichterstattung über den Ehrengast Russland wurde Belkina erwähnt und ihre Werke wurden als beispielhaft für die moderne Kunstszene Russlands angeführt.
Für Die Sünderin (Englisch: The Sinner) erhielt sie 2015 den mit 6.000 Euro dotierten Internationalen Lucas-Cranach-Preis und gewann 2016 den Hasselblad Masters’ Competition.
Sie ist Mitglied der Union der Fotografen Russlands. Seit 2013 lebt und arbeitet sie in Berlin.

## Werk
Belkinas fotografisches Werk ist stark beeinflusst von der Malerei. Die Künstlerin konzentriert sich ganz auf Frauenporträts. In den letzten Jahren sind es vor allem inszenierte Selbstporträts, die ihre Arbeit bestimmen. So setzt sich Belkina In ihrem preisgekrönten Werk „Die Sünderin“ als Schwangere in Pose. Hinter ihr ist Christus und die Ehebrecherin von Lucas Cranach dem Jüngeren zu sehen. Belkina imitiert die Kleidung der Ehebrecherin und nimmt deren Platz ein, in dem sie sich vor diese setzt. So löst sie die Frau aus der Menge und stellt sie in das Zentrum des Bildes. In der Serie „Paint“ kombiniert sie malerische und fotografische Elemente und stellte Gemälde berühmter Maler nach. Die Serie „Hieroglyph“ besteht aus Körperfragmenten, die zu Collagen verarbeitet wurden. In der Serie No Man's Land inszeniert sie ihre Figuren nach Protagonistinnen in Märchen und Fabeln, die sie mit archetypischen Vorstellungen verknüpft und mit Elementen der modernen Pop-Kultur schmückt. Die Serie „Empty Spaces“ entstand 2010/11. Hier inszeniert sich Belkina in einem futuristischen Stil vor urbanen Räumen.
Ihre Fotografien wurde unter anderem in Photo Art, Twill, Kunstbeeld.NL, dem Monthly Photo Magazine, der Fine Art Photo, Zebra, National Geographic und der russischen Gala veröffentlicht.

## Auszeichnungen (Auswahl)
- 2008: Art4.ru Museum Awards, Moskau
- 2008: Px3 Photo Competition, Paris (1., 2. und 3. Platz in verschiedenen Kategorien für die Serien „Paint“ und „Not a Man’s World“)
- 2008: Art Interview – International Online Artist Competition, Berlin (1. Platz)
- 2010: Px3 Photo Competition, Paris (1. Platz in der Kategorie „Portrait“)
- 2012: IPA International Photography Awards, Los Angeles (1. Platz in den Kategorien „Fine Art, Collage“, „Fine Art, Portrait“, „People, Self-Portrait“ und „Special, Digitally Enhanced“)[23]
- 2014: MIFA Moscow International Foto Awards, Moskau (1. Platz in der Kategorie „Fine Art“)
- 2015: Internationaler Lucas-Cranach-Preis der Cranach-Stiftung (1. Platz)[24]
- 2015: MIFA Moscow International Foto Awards, Moskau (1. Platz in zwei Kategorien)
- 2016: Hasselblad Masters Award (1. Platz in der Kategorie „Art“)[25]

## Ausstellungen  (Auswahl)

### Einzelausstellungen
- 2008: 25 women I loved, FotoLoft Gallery, Moskau, Russland
- 2011: Empty Spaces, Einzelausstellung im Rahmen der 4. Moskau Biennale für zeitgenössische Kunst, FotoLoft Gallery, Moskau
- 2014: Empty Spaces, Duncan Miller Gallery, Santa Monica, USA[26]
- 2015: The Sinner, Being 3 Gallery, Peking, China[27]
- 2016: Humanism, CreArte Studio, Oderzo, Italien[28]
- 2017: Repast, Till Richter Museum, Buggenhagen[29]
- 2017: Katerina Belkina, Direktorenhaus - Museum für Kunst Handwerk Design, Berlin[30]
- 2020: Katerina Belkina - Spaceless, Galerie Z22, Berlin[31]

### Gruppenausstellungen
- 2009: Erste Fotobiennale des Russischen Museums, Marmorpalast, Sankt Petersburg, Russland[5]
- 2010: Russian Tales, EXPRMNTL Gallery, Toulouse, Frankreich[32]
- 2012: Madre Russia, Museo Civico, Asolo, Italy[33]
- 2012: Crossover, 3+1, 2nd PHOTOSPECTRUM 2012, Seoul, Südkorea
- 2015: Humble me, aeroplastics contemporary, Brüssel, Belgien[34]
- 2015: Cranach und die Moderne, Stiftung Christliche Kunst Wittenberg, Lutherstadt Wittenberg[35][36]
- 2015: Cranach 2.0, Cranach-Stiftung Wittenberg, Lutherstadt Wittenberg[37]
- 2016: PhotograpHER - women taking photos of women, Spazio Contemporanea, Brescia, Italien[38]
- 2016: error: x, OSTRALE – Zentrum für zeitgenössische Kunst, Dresden[39]
- 2016: Until It Turns Slightly Pink…, C.A.M Gallery, Istanbul, Türkei[40]
- 2017: CRANACH. Meister - Marke - Moderne, Museum Kunstpalast Düsseldorf[41][42]
- 2017: HUMAN/DIGITAL: a symbiotic love affair, Kunsthal Rotterdam, Niederlande[43]
- 2017: Nature Morte. Contemporary Artists Revive the Still Life, Nationalmuseum Breslau, Polen[44]
- 2017: Denn durch die Liebe wird der Mensch besser, Stiftung Christliche Kunst Wittenberg[45]
- 2017: so weit – so gut, Kunsthalle Erfurt[46]